# Запис оброк Света Петка 1833 (Рсовци)
Запис оброк Света Петка 1833. (Рсовци) се налази на парцели чији је власник Република Србија.

## Локација
| Општина             | Пирот                                                                       |
| Катастарска општина | Рсовци                                                                      |
| Потес               | Горње поље                                                                  |
| Координате          | 43° 10′ 12″ С; 22° 46′ 56″ И / 43.170099999999998° С; 22.782299999999999° И |
| Надморска висина    | 706m                                                                        |

## Карактеристике
Дендрометријске вредности утврђене на терену и сателитским снимцима:
| Стабло                     | Крст |
| Висина стабла              | m    |
| Обим дебла                 | m    |
| Пречник крошње             | 0m   |
| Пречник дебла              | m    |
| Висина дебла до прве гране | m    |

## База записа
Запис је у оквиру Викимедија пројекта "Запис - Свето дрво" заведен под редним бројем 0842.